# Kochwurst

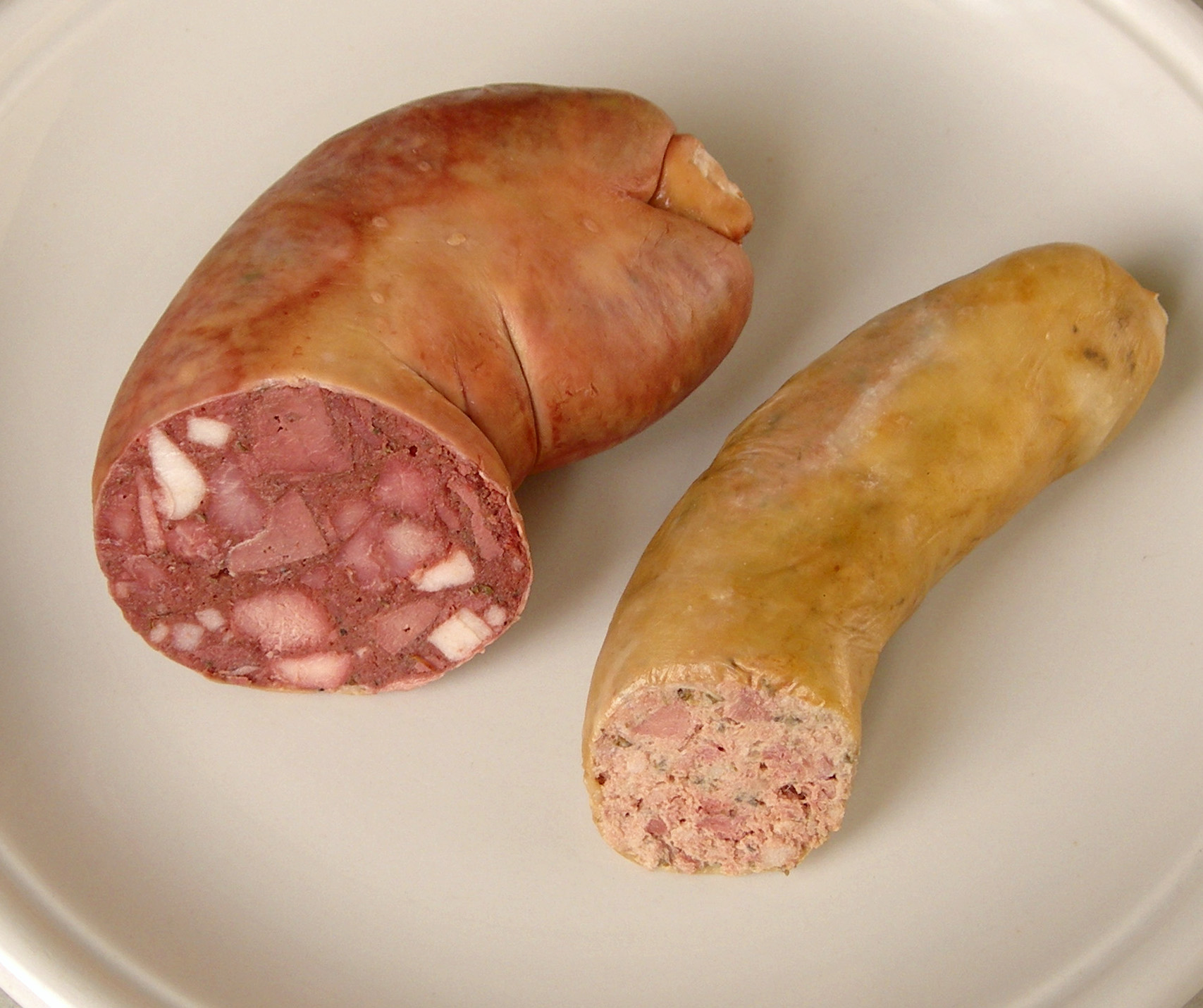
Geräucherte Blutwurst im Naturdarm,
geräucherte hessische Leberwurst im Naturdarm

Als Kochwurst werden Wurstsorten zusammenfassend bezeichnet, deren Zutaten überwiegend vor der Verarbeitung zur Wurstmasse gegart wurden. Die Bindung zwischen den einzelnen Bestandteilen wird durch erstarrtes Fett (Streichwürste), Gelee (Sulz) oder durch in der Hitze koaguliertes Bluteiweiß (Blutwurst) erreicht. Im Gegensatz zu Brühwürsten bleiben Kochwürste deshalb beim Erhitzen nicht schnittfest, sondern zerfließen mehr oder weniger. Nach dem Abfüllen in Därme, Gläser oder Dosen wird Kochwurst noch einmal im Ganzen in heißem Wasser oder Wasserdampf durchgegart.
Neben Fleisch enthält Kochwurst häufig auch Innereien wie Leber oder Zunge, Blut und bei Grützwurst auch Getreide. Da die Zutaten schnell verderben und auch Kochwurst meist nicht lange haltbar ist, wurde sie traditionell an Schlachttagen hergestellt und ist daher fester Bestandteil der Schlachtplatte.
In Teilen Norddeutschlands (meist in Schleswig-Holstein und Hamburg) wird der Begriff Kochwurst weiter gefasst auch für geräucherte Mettenden und Kohlwürste verwendet, die in Eintopfgerichten erhitzt („gekocht“) werden, um sie als Beilage zum Grünkohl oder als Suppeneinlage zu servieren.

## Varianten

Zungenwurst

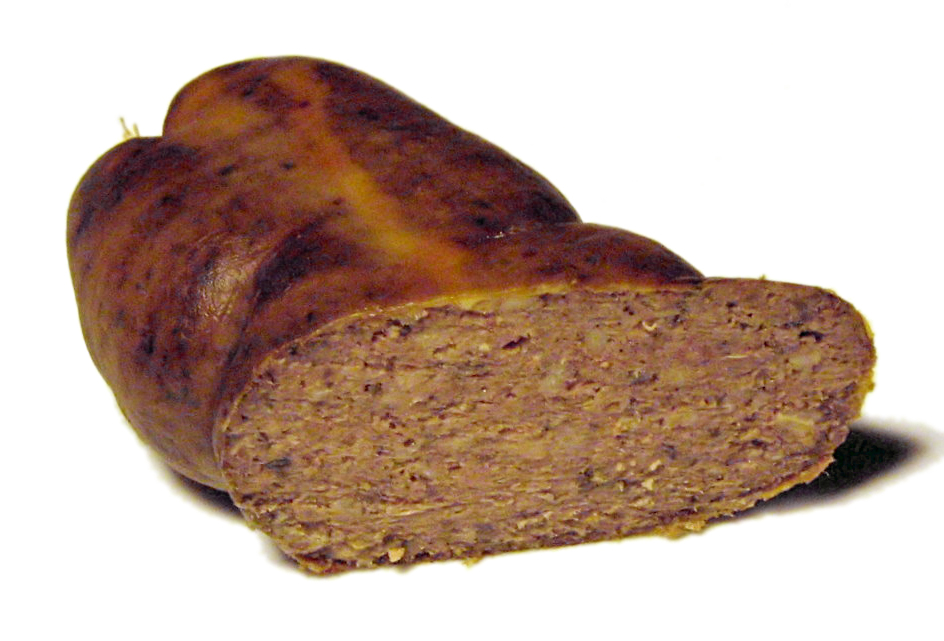
Geräucherte Leberwurst

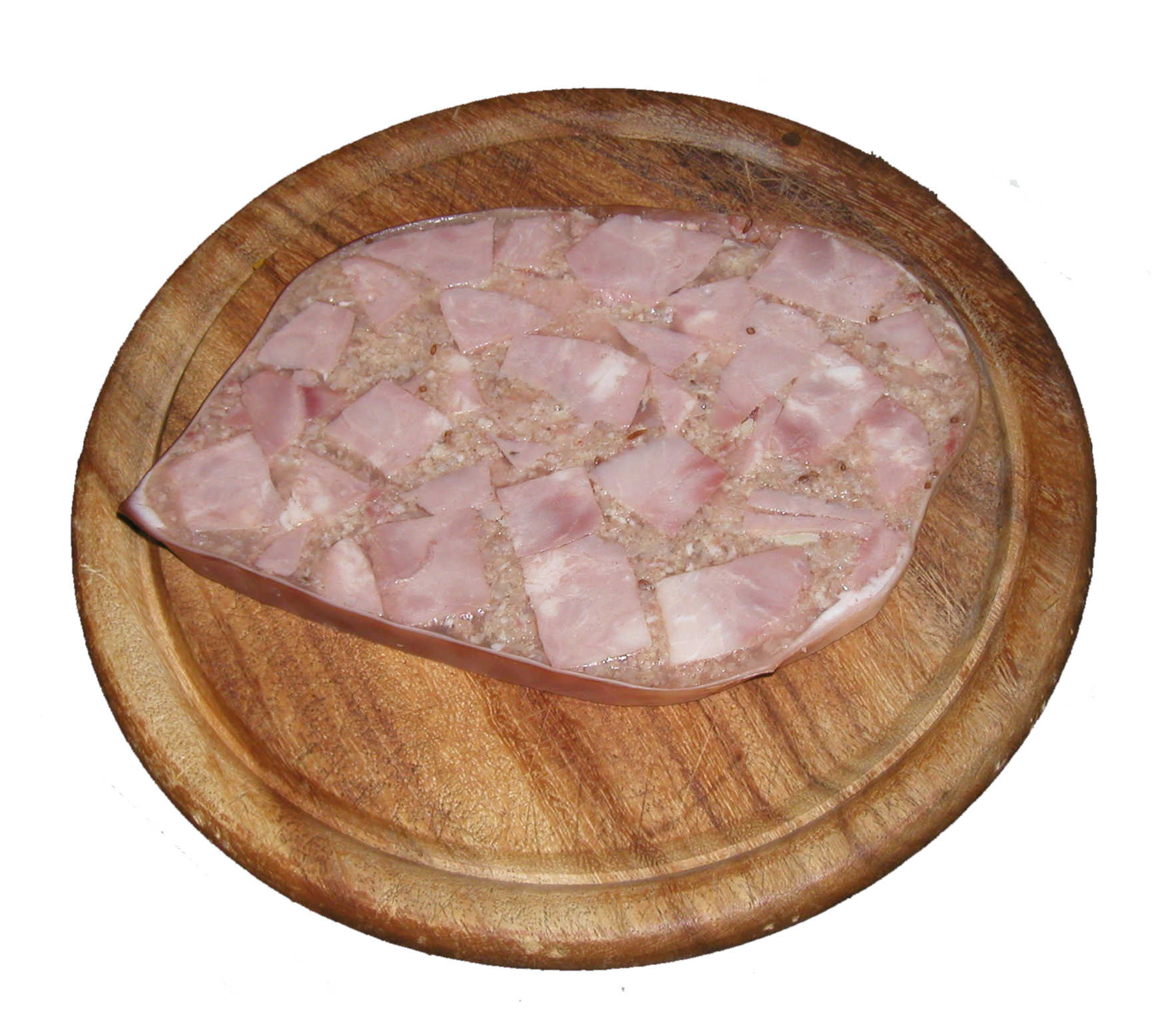
Weißer Schwartenmagen

In der Bundesrepublik Deutschland unterscheidet man bei den Kochwürsten folgende Hauptgruppen (mit Beispielsorten):
- Blutwurst[2]

| - - Hausmacherblutwurst - Gutsfleischwurst - Thüringer Rotwurst - Grützwurst - Fleischerblutwurst - Filetblutwurst |  | - - Beutelwurst (z. B. Westfälische Beutelwurst) - Schweinskopfblutwurst - Speckblutwurst - Leberrotwurst - Zungenblutwurst |

- Sülzwurst[3]

| - - Schinkensülze - Presskopf - Corned Beef - Sächsische Weißwurst |  | - - Schwartenmagen - Schweinskopfsülzwurst - Sülzfleischwurst - Presswurst |

- Kochstreichwurst[4]
  - Leberwurst
  - Kochmettwurst
  - Pastete

Daneben existieren die systematischen Gruppen:
- Fleischwaren in Aspik
- Kochwurst mit Nährmitteln, alternative Unterscheidung nach pflanzlichen Zutaten
- Leberwurst als eigenständige Gruppe